# San Francisco Pride
The San Francisco Lesbian, Gay, Bisexual, Transgender Pride Celebration, känd som San Francisco Pride, är en årlig festival i San Francisco. Den är avsedd att främja HBT-rättigheter, och är en av världens största festivaler av sitt slag.
Regnbågsflaggan är en symbol för mångfald, ofta använd av homosexuella, bisexuella, transsexuella personer med flera. Regnbågsflaggan står även för respekt för medmänniskor och tolerans. Flaggan skapades i USA på 1970-talet och har sedan spridit sig världen runt. Första gången den visades offentligt var på San Francisco Pride 1978.
| År   | Datum           | Festivalnamn                                                        | Motto                                                    | Antal deltagande  |
| ---- | --------------- | ------------------------------------------------------------------- | -------------------------------------------------------- | ----------------- |
| 1970 | 28 juni         | Gay-in                                                              |                                                          |                   |
| 1972 |                 | Christopher Street West                                             |                                                          | 54 000            |
| 1973 |                 | Gay Freedom Day                                                     | A Celebration of the Gay Experience                      | 42 000            |
| 1974 |                 | Gay Freedom Day                                                     | Gay Freedom by ’76                                       | 60 000            |
| 1975 |                 | Gay Freedom Day                                                     | Join Us, The More Visible We Are, The Stronger We Become | 82 000            |
| 1976 |                 | Gay Freedom Day                                                     | United for Freedom, Diversity is our Strength            | 120 000           |
| 1977 |                 | Gay Freedom Day                                                     | Gay Frontiers: Past Present, Future                      | 250 000           |
| 1978 |                 | Gay Freedom Day                                                     | Come Out with Joy, Speak out for Justice                 | 240 000           |
| 1979 | 24 juni         | Gay Freedom Day                                                     | Our Time has Come                                        | 200 000           |
| 1980 |                 | Gay Freedom Day                                                     | Liberty and Justice for All                              | 250 000           |
| 1981 |                 | International Lesbian & Gay Freedom Day Parade                      | Front Line of Freedom                                    | 250 000           |
| 1982 |                 | International Lesbian & Gay Freedom Day Parade                      | Out of Many...One                                        | 200 000           |
| 1983 |                 | International Lesbian & Gay Freedom Day Parade                      | Strengthen the Ties, Break the Chains                    | 200 000           |
| 1984 |                 | International Lesbian & Gay Freedom Day Parade                      | Unity & More in ’84                                      | 300 000           |
| 1985 |                 | International Lesbian & Gay Freedom Day Parade                      | Honor our Past, Secure our Future                        | 350 000           |
| 1986 |                 | International Lesbian & Gay Freedom Day Parade                      | Forward Together, No Turning Back                        | 100 000           |
| 1987 |                 | International Lesbian & Gay Freedom Day Parade                      | Proud, Strong, United                                    | 275 000           |
| 1988 |                 | International Lesbian & Gay Freedom Day Parade                      | Rightfully Proud                                         |                   |
| 1989 |                 | International Lesbian & Gay Freedom Day Parade                      | Stonewall 20: A Generation of Pride                      |                   |
| 1990 |                 | International Lesbian & Gay Freedom Day Parade                      | The Future Is Ours                                       |                   |
| 1991 |                 | International Lesbian & Gay Freedom Day Parade                      | Hand In Hand Together                                    |                   |
| 1992 |                 | International Lesbian & Gay Freedom Day Parade                      | A Simple Matter of Justice                               |                   |
| 1993 |                 | International Lesbian & Gay Freedom Day Parade                      | Year of the Queer                                        | 400 000 - 500 000 |
| 1994 |                 | International Lesbian & Gay Freedom Day Parade                      | San Francisco to Stonewall: Pride & Protest              |                   |
| 1995 |                 | San Francisco Lesbian, Gay, Bisexual, Transgender Pride Celebration | A World Without Borders                                  |                   |
| 1996 |                 | San Francisco Lesbian, Gay, Bisexual, Transgender Pride Celebration | Equality & Justice For All                               |                   |
| 1997 |                 | San Francisco Lesbian, Gay, Bisexual, Transgender Pride Celebration | One Community Many Faces                                 |                   |
| 1998 | 27-28 juni      | San Francisco Lesbian, Gay, Bisexual, Transgender Pride Celebration | Shakin’ It Up                                            |                   |
| 1999 |                 | San Francisco Lesbian, Gay, Bisexual, Transgender Pride Celebration | Proud Heritage, Powerful Future                          | 700 000           |
| 2000 |                 | San Francisco Lesbian, Gay, Bisexual, Transgender Pride Celebration | It’s About Freedom                                       | 750 000           |
| 2001 |                 | San Francisco Lesbian, Gay, Bisexual, Transgender Pride Celebration | Queerific                                                | 1 000 000         |
| 2002 |                 | San Francisco Lesbian, Gay, Bisexual, Transgender Pride Celebration | Be Yourself, Change the World                            |                   |
| 2003 |                 | San Francisco Lesbian, Gay, Bisexual, Transgender Pride Celebration | You’ve Gotta Give Them Hope                              |                   |
| 2004 |                 | San Francisco Lesbian, Gay, Bisexual, Transgender Pride Celebration | Out 4 Justice                                            |                   |
| 2005 | 25-26 juni      | San Francisco Lesbian, Gay, Bisexual, Transgender Pride Celebration | Stand Up, Stand Out, Stand Proud                         |                   |
| 2006 | 24-25 juni      | San Francisco Lesbian, Gay, Bisexual, Transgender Pride Celebration | Commemorate, Educate, Liberate — Celebrate!              | "hundratusentals" |
| 2007 | 23-24 juni      | San Francisco Lesbian, Gay, Bisexual, Transgender Pride Celebration | Pride Not Prejudice                                      |                   |
| 2008 | 28-29 juni      | San Francisco Lesbian, Gay, Bisexual, Transgender Pride Celebration | United by Pride, Bound for Equality                      | 1,2 miljoner      |
| 2009 | 27-28 juni      | San Francisco Lesbian, Gay, Bisexual, Transgender Pride Celebration | In Order to Form a More Perfect Union...                 |                   |
| 2010 | Juni 26-Juni 27 | San Francisco Lesbian, Gay, Bisexual, Transgender Pride Celebration | Forty and Fabulous                                       |                   |

## Galleri

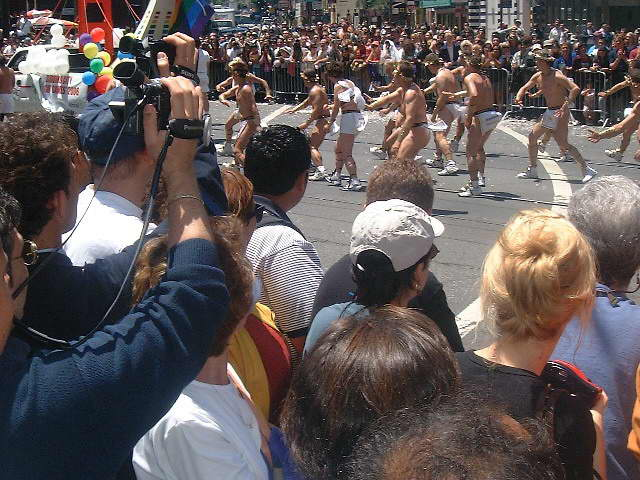
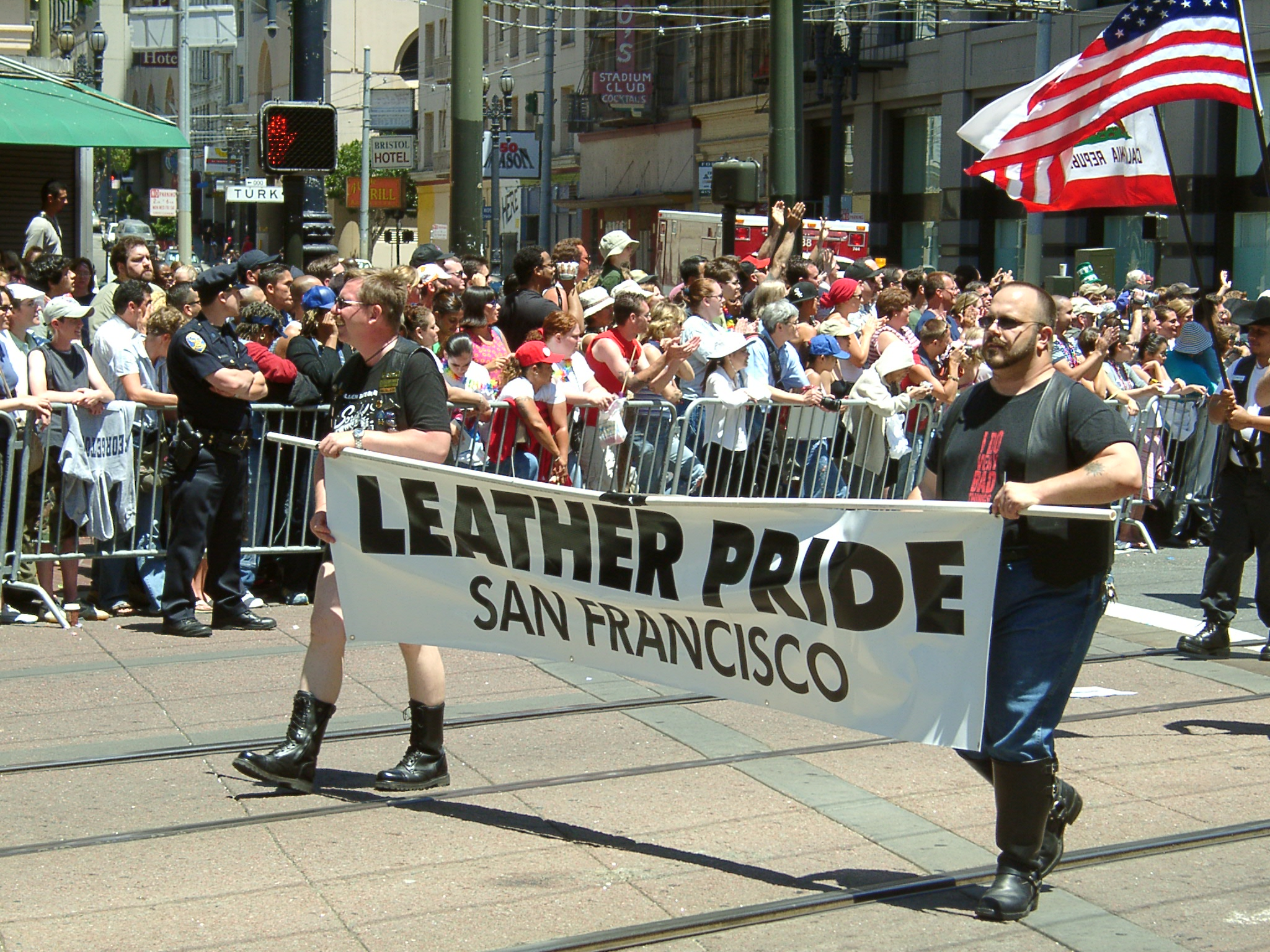
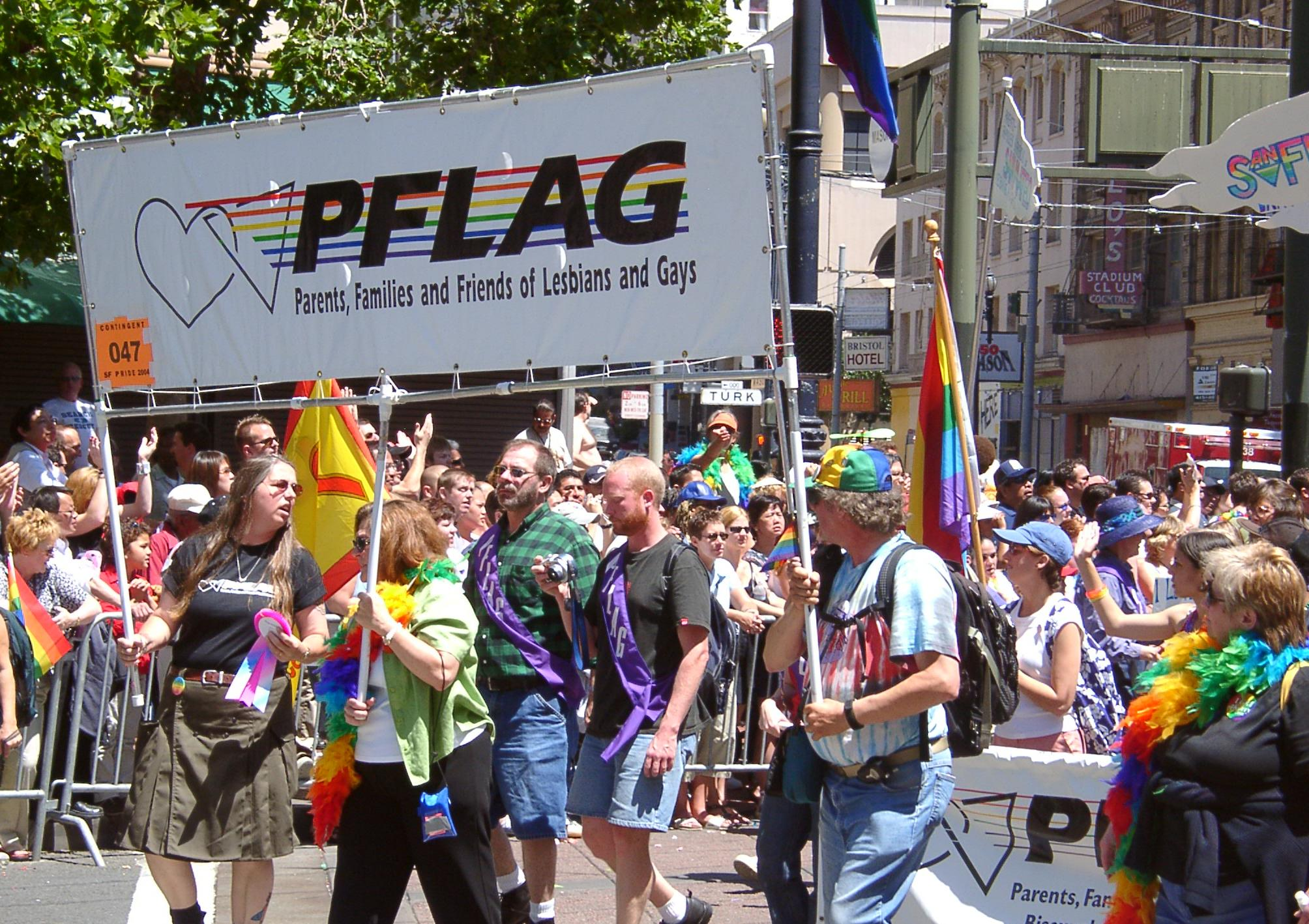
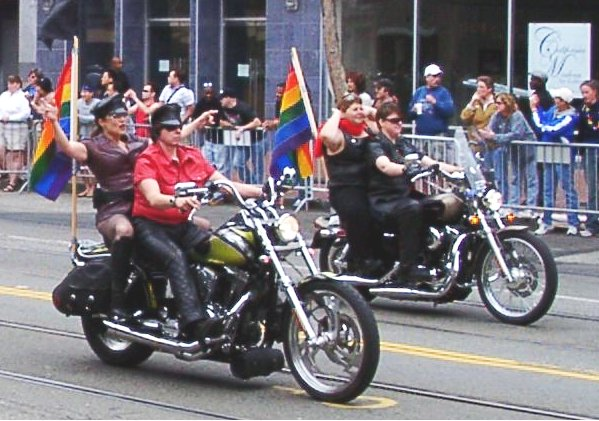
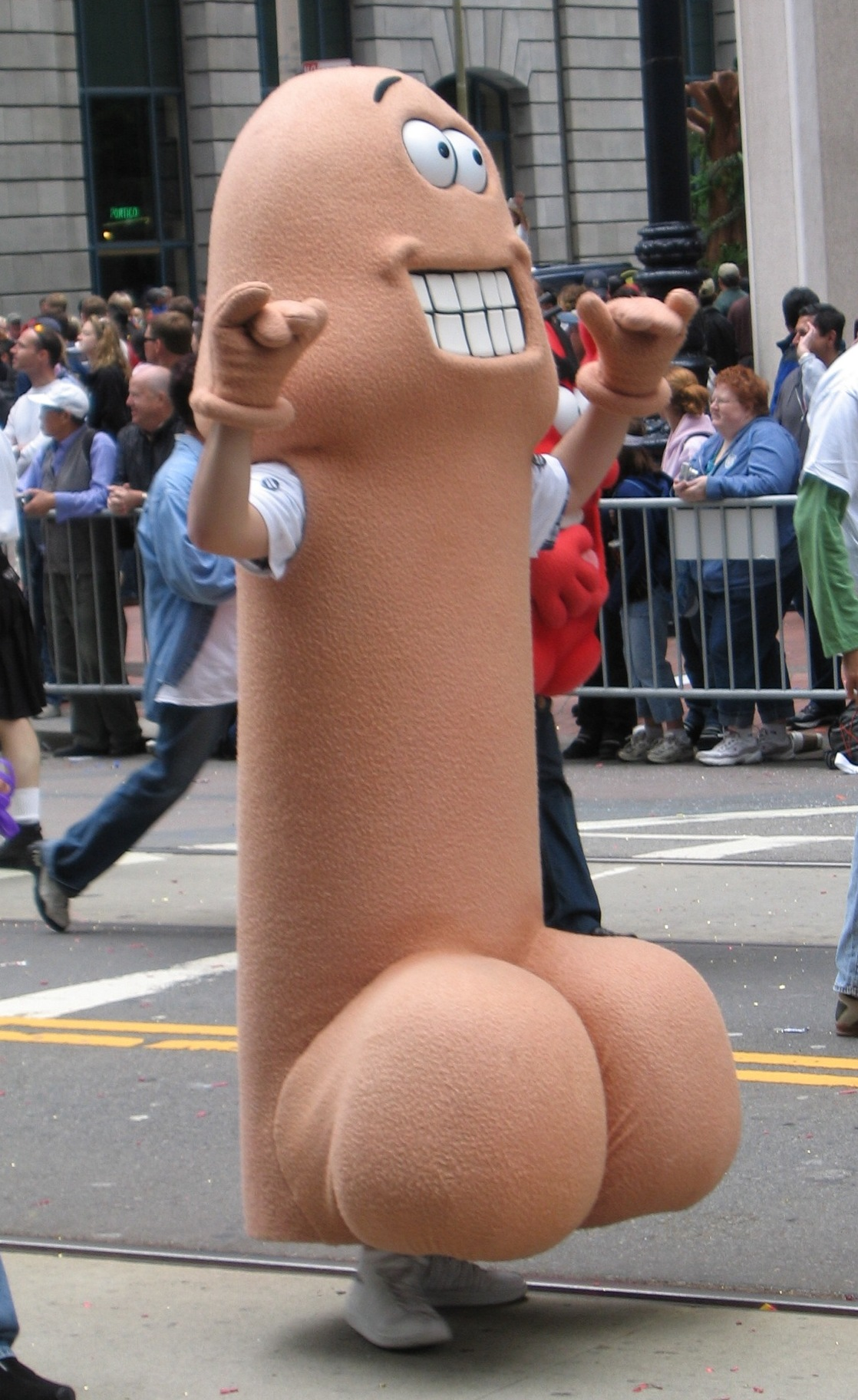